# Воротинськ (Бабинінський район)
Воротинськ (рос. Воротынск) — селище міського типу в Калузькій області, що входить до Бабинінського району і розташоване за три кілометри на південь від сіл, що входять до Перемишльського району.
Населення селища — 11,1 тис. мешканців (2002).
Розташований на невеличкій річці Висса, за 4 км від її впадіння в Оку.

## Історія
Місто Воротинськ існує понад 800 років і розташоване на території історичної Сіверщини. У 1455—1573 існувало Воротинське князівство, вотчина князів Воротинських. Саме тут відбувалися події стояння на Угрі. З 1724 до 1917 у Воротинську існувала ратуша — орган міського управління.

## Населення
| 2002    | 2010    | 2011    | 2012    | 2013    | 2014    | 2015    |
| ------- | ------- | ------- | ------- | ------- | ------- | ------- |
| 11 099  | ↗11 288 | →11 288 | ↘11 123 | ↘11 006 | ↘10 862 | ↘10 620 |
| 2016    | 2017    | 2018    | 2019    | 2020    | 2021    | 2022    |
| ↘10 519 | ↗10 551 | ↘10 366 | ↗10 372 | ↘10 346 | ↗10 403 | ↘10 268 |